# تشاه كهنة (حومة لنجة)
تشاه کهنة (بالفارسية: چاه کهنه) هي قرية تقع في إيران في منطقة مركزية ريفية. يقدر عدد سكانها بـ 50 نسمة .